# Golden Star Bank

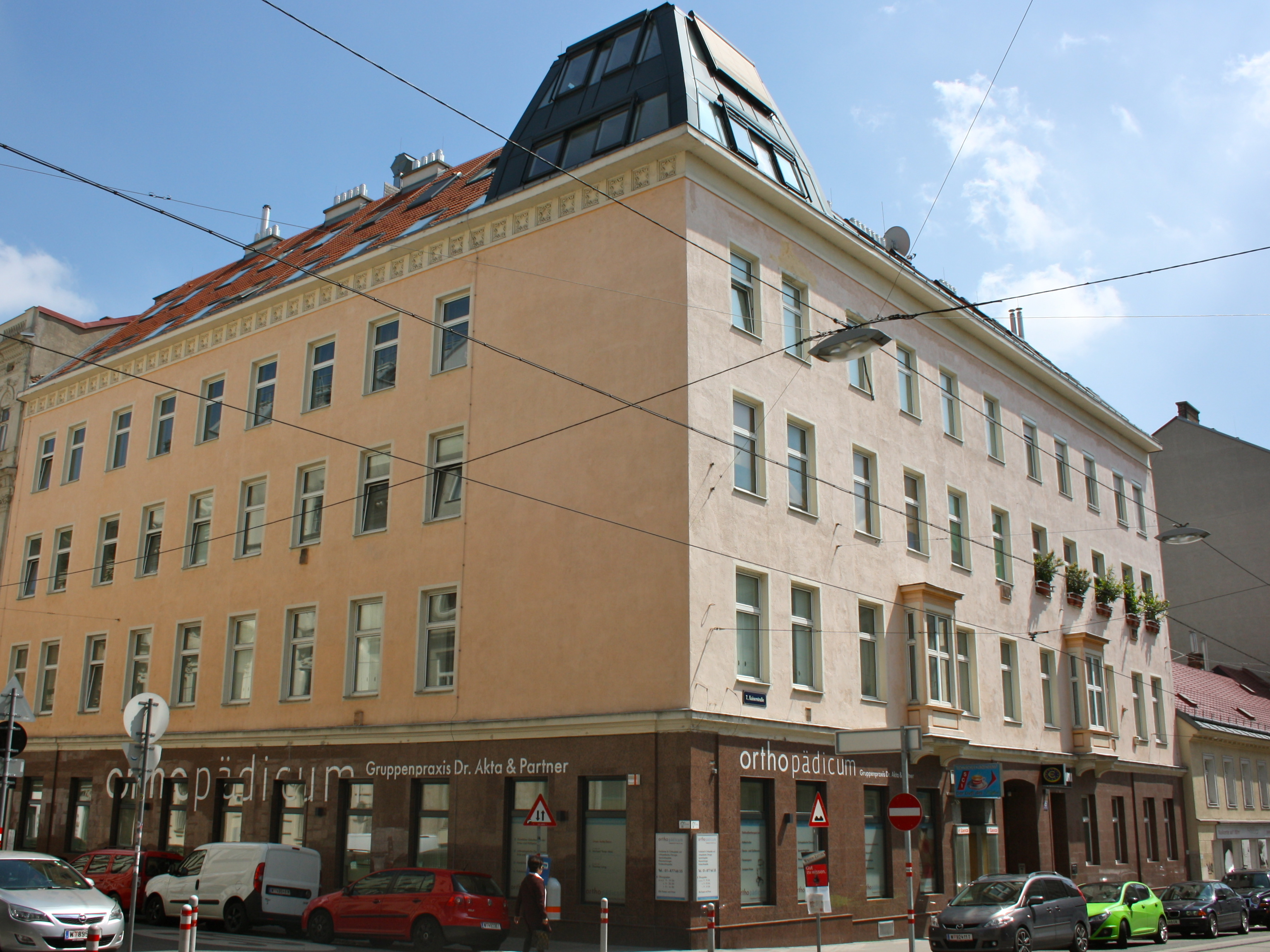
Foto tomada desde Kaiserstraße de la casona donde estaba el Golden Star Bank

El Golden Star Bank fue el último banco de Corea del Norte en Europa. Fue fundado en 1982, localizado en Viena, Austria, y propiedad del Korea Daesong Bank. En 2003, el Ministerio del Interior Austriaco publicó un informe que afirmaba que el banco realizaba actividades de espionaje, "blanqueo de dinero, distribución de moneda falsificada y comercio ilegal con sustancias radiactivas." El banco fue cerrado en junio de 2004 en medio de sospechas lavado de dinero y financiación de armamento norcoreano, aunque no había suficientes evidencias para iniciar un juicio criminal. En un cable diplomático, filtrado después por WikiLeaks, el Secretario de Estado de Estados Unidos expresó su preocupación de que Corea del Norte pudiera estar buscando construir una entidad para reemplazar el Gold Star Bank en Suiza.